# Eliminación del bicondicional
La eliminación del bicondicional es el nombre de dos reglas de inferencia válidas de la lógica proposicional. Esto nos permite inferir un condicional de un bicondicional. Si {\displaystyle (P\leftrightarrow Q)} es verdadero, entonces {\displaystyle (P\to Q)} es verdadero y {\displaystyle (Q\to P)} también lo será. Por ejemplo, si bien es cierto que estoy respirando si y sólo si estoy vivo, entonces es verdad que si estoy respirando, estoy vivo; Asimismo, es verdad que si estoy vivo, estoy respirando. Las reglas pueden ser establecidas formalmente como sigue:
{\displaystyle {\begin{array}{cl}&P\leftrightarrow Q\\\hline \therefore &P\to Q\\\end{array}}}
y
{\displaystyle {\begin{array}{cl}&P\leftrightarrow Q\\\hline \therefore &Q\to P\\\end{array}}}
donde la regla es que cada vez que una instancia "{\displaystyle (P\leftrightarrow Q)}" aparezca en una línea de prueba, tanto "{\displaystyle (P\to Q)}" como "{\displaystyle (Q\to P)}" puede colocarse en la línea siguiente;

## Notación formal
La regla de eliminación del bicondicional puede escribirse en notación subsiguiente:
{\displaystyle (P\leftrightarrow Q)\vdash (P\to Q)}
y
{\displaystyle (P\leftrightarrow Q)\vdash (Q\to P)}
donde {\displaystyle \vdash } es el símbolo metalógico lo que significa que {\displaystyle (P\to Q)} en el primer caso, y {\displaystyle (Q\to P)} en otros son consecuencia sintáctica de {\displaystyle (P\leftrightarrow Q)} en algún sistema lógico;
o como una declaración de verdadera tautología funcional o teorema de la lógica proposicional:
{\displaystyle (P\leftrightarrow Q)\to (P\to Q)}
{\displaystyle (P\leftrightarrow Q)\to (Q\to P)}
donde {\displaystyle P} y {\displaystyle Q} son proposiciones expresadas en algún sistema formal.